# 野村誠一
野村 誠一（のむら せいいち、1951年4月20日 - ）は、日本の写真家。群馬県明和町出身。野村誠一事務所代表。明和町ふるさと大使。
ピンク・レディー、宮沢りえ、南野陽子、石田ゆり子、中森明菜、GACKTなど著名なアイドルの写真集を撮影。『週刊少年マガジン』『週刊ヤングマガジン』で16年にわたって表紙撮影を担当するとともに、恋写と名付けた女性グラビアシリーズを連載したことで知られる。他にも『モーターマガジン』を5年、『週刊現代』で2年表紙撮影を担当し、数多くの雑誌にグラビア写真を提供した。

## 経歴
- 1971年、東京写真専門学校卒業。広告代理店に勤務[1]。
- 1973年、広告代理店を退社しフリーに[1]。
- 1982年、有限会社野村誠一事務所を設立[1]。講談社と協力し、少年漫画誌の企画としてアイドルグラビアの読者投票コンテスト『ミスマガジン』を創設。専任カメラマンとして活動するほか、『恋写』のシリーズタイトルを付けた多くの雑誌グラビアや写真集撮影において、ポートレート撮影の第一人者としての地位を確立。
- 1988年、1988年度講談社出版文化賞受賞[1]。
- 1992年、竹書房の写真雑誌「BIG4」の一角として以後、活動。
- 2021年1月、悪性リンパ腫のステージ4と診断され死を覚悟し、入院前に家族や愛犬、自分の遺影用の写真も撮影したが、約5か月間の抗がん剤治療を行いほぼ寛解した[3]。その間の3月30日には、東京オリンピックの聖火リレーで群馬県内の聖火ランナーの一人を務めた[4]。

## 写真集
- 愛禾みさ『BONITA』
- あいだもも『桃源郷』
- 蒼和歌子『和歌子です。』
- 赤井沙希『Saki』
- 赤坂七恵『シルク』
- 秋田真琴『真琴』
- 秋乃桜子『SWEET』『DESERT 荒野に抱かれて』
- 朝岡実嶺『スウィート・ヴィーナス』
- 浅香唯『ちょうど水晶』『C-GIRL』
- 朝倉陽子『BUST,oh!』
- 浅田好未『a』
- 浅野愛子『夏の妹』
- 安倍なつみ『ナッチ』
- 荒木宏文『REINCARNATION』
- 安西ひろこ『Privates』
- アン・シネ『Shine』
- 生稲晃子『キャシュリナの伝説』
- 生野真琴『つぼみ』
- 池脇千鶴『ハナペペ』
- 石田ゆり子『Precious』
- 石野真子『熱い吐息を、受けとめて』
- 板谷祐三子『鏡の誘惑』
- 一色紗英『素顔のまんま』『初恋×一色紗英』
- インリン・オブ・ジョイトイ『Woo Rin Yan』
- Wink『Double Tone』『WINKISSIMO』
- 上野未来『MIKU』
- 内山理名『Unusual普通じゃない』『祝祭劇場 UN-USUAL』
- 内海和子『from PHOENIX』
- 梅宮万紗子『NEWS』
- 浦西真理子『EMERGENCY CALL』
- 江口尚希『アンザ・ボレゴ』
- 榎本加奈子『美麗』
- 及川奈央『OIKAWA NAO PORTRAITS』
- 大網亜矢乃『0の楽園』
- 大西結花『瞳にスキャンダル』
- 大原麻琴・沢木まちこ・立原貴美『Heaven』
- 岡田有希子『もっと逢いたい…有希子』
- 岡元あつこ『Atsuko』
- 小栗香織『ANOTHER WOMAN』
- 小沢なつき『DRUG』
- 乙葉『Love Story』
- GACKT『龍の化身』『眠狂四郎 闇と月』
- 桂木文『ひと粒』
- 加藤紀子『Pure』
- 嘉門洋子『ドキッとさせて。』
- 河合美果『パルティータ』
- 可愛手翔『可愛手翔写真集』
- 川島なお美『夢語り』
- 川原みなみ『NET』
- 川村亜紀『BALLOON!BALLOON!!』
- 木内あきら『SINCERITY』『AKIRA』
- 木下あゆ美『ラ・ドルチェ』
- 国仲涼子『素顔のままで。』
- 栗原景子『熱色』
- 小池栄子『Eiko』
- 小泉麻耶『現役女子高生』『心もよう』
- 小島可奈子『Déjà-vu』
- 小谷ゆみ『超えてる融点』
- 小林恵美『umiemi』
- 小松千春『INNOCENT』『BEAUTE』『CROSS』
- 小宮理英『Rie』
- 紗綾『Virginal Saaya』
- 斉藤慶子『採光の個室』
- 早乙女愛『北の蛍 スプレイ』
- 坂井優美『Lights and Shadows』
- 坂下千里子『Cherry Drop』
- 相楽のりこ『on/off』
- 佐藤江梨子『eriko』『おひっこし』
- 沢田夏子『写真集 沢田夏子』
- C.C.ガールズ『C.C.GIRLS Here』『Les Caract`eres』
- 嶋村かおり『GUESS』『MELLOW』
- JEWELRY BEANS（姫嶋菜穂子・松坂紗良・泉山華歩里）『3色おしゃぶる』
- 白石ひとみ『WHITE MAGIC』
- 城山未帆『MIHO』
- 杉浦幸『ロマン発色』『VOYAGE』
- 杉本彩『Seductive』
- 鈴木早智子『Voice』
- 鈴木紗理奈『S・S・S』
- 千堂あきほ『マティエール』
- 高田美佐『SMILE』
- 武田久美子『PARADISE』
- 橘実里『実里』
- 田村英里子『IMPRESSION』『WHITE HEAVEN』
- 富田靖子『富田靖子。』
- 中江有里『DEUXMONTS』『まばたき』
- 中島史恵『Fumie』
- 中嶋美智代『触れたら微熱』
- 中武佳奈子『カナちゃん。』
- 中村綾『OVER HEAT』
- 仲村みう『インモラリティ』
- 中山忍『SILKY』
- 西尾悦子『illusion』
- 西田ひかる『Hi-tide』『19 dreams』
- 西原亜希『亜希』
- 二宮優『SUNDAY』
- 早川愛美『WIZARD』
- 速水典子『Shadow』
- 原田夏希『Vega!』『はじめてのイタリア紀行』
- 雛形あきこ『キレイ』『HINA』『AKIKO』『Honey』
- 胡兵『NEW FACE』
- 藤崎奈々子『noho‐hon』
- 辺見えみり『Emiri』『love me?』
- ほしのあき『EYE-CANDY』『LOST ANGEL』
- 星野真里『iO〜イオ〜 1996-2001』
- 細川ふみえ『MY GIRL』『VOGUE』『Milky』
- 堀北真希『ほりきた進化論』
- 堀越のり『NORI』
- 本田理沙『ふれあい』『少女がおとな』『INVEST』『いちばんすきでいて』
- 前田愛『あい』
- 前田亜季『あき』
- 松岡知重『醒めない陶酔』
- 松金洋子『RETURN』
- 松田裕『MONOCHROME』
- 松本典子『まっ赤に直射』
- 水野可奈子『Kanako』
- 南野陽子『陽子をひとりじめ……』『生のまま天使風来』『記憶×南野陽子』
- 三原順子『素顔』
- みひろ『みひろ in Spirit』
- 宮沢りえ『Pour Amitié』『Quelle Surprise』
- モーニング娘。『モーニング娘。』
- 森尾由美『刺激的な由美が好き!』
- 森口博子『Wow!』
- 盛本真理子『White Woman』
- 八木小織『METRO CITY』
- 矢田亜希子『De Mi Corazon』『Driving Road』
- 柳明日香『SWEETIE』『SKIN UP』
- 山崎真由美『Last Century』
- 優香『セレナ』
- 吉岡奈都美『UNDINE』
- 吉川エミリー『少女の休日』『カリブの休日』
- 吉田真希子・吉田真由子『Dear いつもそばにいる貴方へ。』
- 吉田真由子『DEVILISH』

## 映画
- ナチュラルウーマン2010（2010年）映画初監督[5]

## 著書
- 女の子の撮り方（1987年、講談社）
- 横綱 朝青龍（2008年9月、ゴマブックス）
- カリスマ・カメラマンになる（2009年2月、ゴマブックス）
- ニコジャン（2013年2月、スタッフ・アップアネックス）ISBN 978-4-8470-4521-9